# Soucé
Soucé – miejscowość i gmina we Francji, w regionie Kraj Loary, w departamencie Mayenne.

## Zaludnienie
Według danych na rok 1990 gminę zamieszkiwało 170 osób, a gęstość zaludnienia wynosiła 25 osób/km² (wśród 1504 gmin Kraju Loary Soucé plasuje się na 1077. miejscu pod względem liczby ludności, natomiast pod względem powierzchni na miejscu 1127.).